# Province de Hòa Bình
Hoa Binh ou Hoà Bình est une province montagneuse du Viêt Nam, située dans le Nord-Ouest du pays. Elle borde la province de Phú Thọ et la province de Sơn La au nord-ouest, Hanoï au nord-est, la province de Hà Nam à l'est, la province de Ninh Bình au sud-est et la province de Thanh Hóa au sud. Elle représente une superficie de 4 591 km2 et comptait 854 131 habitants en 2019. En 2020, le PIB par habitant de la province était estimé à 2 625 dollars (équivalent à 60,5 millions de đồng vietnamiens).
La capitale de la province est la ville de Hòa Bình.

## Histoire
La province de Hòa Bình a été créée le 22 juin 1886, à la suite du décret du Tonkin. La province était originellement nommée « province de Mường », séparant les régions à majorité Mường de la province de Hưng Hóa, de Hanoï et des provinces de Sơn Tây et de Ninh Bình.
En avril 1888, elle est rebaptisée « province de Phương Lâm » par les autorités coloniales françaises.
Le 18 mars 1891, le gouverneur général de l'Indochine française décrète que le nom de la province se changera en « province de Hòa Bình » et comprendra six districts : Lương Sơn, Kỳ Sơn, Lạc Sơn, Lạc Thủy, Mai Châu et Đà Bắc. Son nom dérive du sino-vietnamien 和平 qui signifie « paix ».

## Démographie
Selon l'Office général des statistiques du gouvernement vietnamien, la population de la province de Hòa Bình en 2019 était de 854 131 personnes, avec une densité de 186 personnes par km2. La province couvre une superficie totale de 4 590,57 km2 (1 772,4289880406 mi2). En 2019, la population comptait 426 923 hommes et 427 208 femmes et la population rurale représentait 719 811 personnes contre 134 320 personnes vivant en ville (environ 16% de la population totale).
Il existe plus de quarante groupes ethniques à Hòa Bình reconnus par le gouvernement vietnamien. Chaque ethnie possède sa propre langue, ses traditions et sa culture. Les groupes ethniques les plus importants de la province sont : les Mường (64,28%), les Viêt (25,69%), les Thái (4,03%), les Tày (3,92%), et les Dao (2,02%). Les autres ethnies représentent les 0,96 % restants.

## Tourisme
Hoà Bình est reconnue pour sa culture et est considérée comme le berceau de la culture ancestrale vietnamienne. Diverses reliques historiques (184) sont éparpillées sur son territoire. La présence de paysages naturels est également l'un des attraits de cette région.
Il existe de nombreuses destinations touristiques que les visiteurs peuvent explorer à Hoa Binh :
- le district de Mai Châu, célèbre pour la présence de minorités ethniques traditionnelles, pour ses rizières en terrasses et ses paysages montagneux verdoyants[3] ;
- la commune montagneuse de Thung Nai, dans le district de Cao Phong, considérée comme la « Baie d'Ha Long terrestre ». Thung Nai est célèbre pour ses magnifiques montagnes, collines, son lac et des sites touristiques à couper le souffle[4] ;
- la source thermale de Kim Bôi dans le district de Kim Bôi, autre destination incontournable à Hoà Bình. Cette source est située à 30 km de la ville de Hòa Bình. Les touristes peuvent y découvrir une eau minérale naturelle à température constante de 36 °C, où l'on peut notamment se baigner[5] ;
- Le barrage de Hòa Bình, situé sur la rivière Noire. Lors de sa construction en 1979, ce barrage hydroélectrique était connu pour être la plus grande centrale d'Asie du Sud-Est[6].

## Division administrative
La province de Hòa Bình est divisée en dix districts et 151 communes.
| Découpages administratifs de Hòa Bình | Découpages administratifs de Hòa Bình | Découpages administratifs de Hòa Bình |
| Nom                                   | Population                            | Arrondissements communaux             |
| ------------------------------------- | ------------------------------------- | ------------------------------------- |
| Ville d'Hòa Bình                      | 135 718                               | 12 quartiers, 7 communes              |
| District de Cao Phong                 | 51 020                                | 1 ville, 9 communes                   |
| District de Đà Bắc                    | 60 970                                | 1 ville, 16 communes                  |
| Quartier Kim Bôi                      | 120 140                               | 1 ville, 16 communes                  |
| District de Lạc Sơn                   | 134 800                               | 1 ville, 23 communes                  |
| District de Lạc Thủy                  | 65 820                                | 2 villes, 8 communes                  |
| District de Lương Sơn                 | 107 340                               | 1 ville, 10 communes                  |
| Quartier Mai Châu                     | 63 000                                | 1 ville, 15 communes                  |
| District de Tân Lạc                   | 143 130                               | 1 ville, 15 communes                  |
| District de Yên Thủy                  | 67 220                                | 1 ville, 10 communes                  |